# Венгерское вторжение в Теребовльское княжество
Венгерское вторжение в Теребовльское княжество- вооруженная интервенция Венгерского королевства в отношении русских княжеств Юго-западной Руси, в частности, направленная против Теребовльского княжества и Перемышльской земли, и возглавленная, по просьбе великого Киевского князя Святополка Изяславича, венгерским королем Кальманом I. Окончилась разгромом при Вягре и бегством венгерской армии. 

## История
Король Кальман I Книжник проводил активную внешнюю политику в отношении соседей. Так, в 1097 году в битве на горе Гвозд венгерское войско разгромило хорватскую армию под руководством последнего короля Петара Свашича. После гибели Свашича и сдачи без боя прибрежных далматинских городов, титул получил Кальман Книжник, короновавшийся в городе Книн .
короной хорватских правителей. Так же удавалось успешно препятствовать попыткам крестоносцев пересечь территорию Венгрии по пути в Иерусалим. В 1099 году к королю Венгрии отправилось посольство от великого князя Киевского Святополка Изяславича, во главе с его сыном, Ярославом Изяславичем. Святополк просил Кальмана помочь ему в борьбе с перемышльским князем Володарем Ростиславичем, годом ранее разбившим его армию на Рожном поле . Выполняя договор, венгры захватили Теребовль, изгнав оттуда князя Василька Ростиславича. Василько укрылся у брата в Перемышле. Тем временем венгерская армия подошла к Перемышлю, где была встречена объединенной русско-половецкой дружиной под руководством князя Володаря Ростиславича. Венгры потерпели полное поражение, потеряв до 40 тысяч человек убитыми  и пленными. Кальман бежал с остатками войска.
Ростиславичи отстояли свои владения в Прикарпатье. Давыд Игоревич воспользовался разгромом противника, захватив Владимир и Луцк, но ненадолго. Волынь всё-таки вновь стала киевской волостью, а Давыд получил Дорогобуж.